# Euphorbia porphyrantha
Euphorbia porphyrantha är en törelväxtart som beskrevs av Rodolfo Amando Philippi. Euphorbia porphyrantha ingår i släktet törlar, och familjen törelväxter. Inga underarter finns listade i Catalogue of Life.